# Moerasbospriemkever
De moerasbospriemkever (Bembidion mannerheimii) is een keversoort uit de familie van de loopkevers (Carabidae). De wetenschappelijke naam van de soort werd in 1827 gepubliceerd door Carl Reinhold Sahlberg.